# Vivo per lei

Vivo per lei (« Je vis pour elle » en français) est la 7e chanson de l'album Bocelli, sorti en 1995, du ténor italien Andrea Bocelli, en duo avec Giorgia.
Initialement en italien, la chanson a été reprise en duo avec d'autres artistes féminines l'interprétant dans une autre langue : Hélène Ségara pour le français, Hayley Westenra pour l'anglais, Judy Weiss pour l'allemand, Marta Sánchez pour l'espagnol, Sandy Leah Lima pour le portugais, Giorgios Karadimos et Dimitra Galagi pour le grec moderne.

## Histoire de la chanson
La chanson a été initialement écrite en italien par le groupe O.R.O. (Onde Radio Ovest : Manzani - Mengalli - Zelli) en 1995 pour leur album Vivo per..... La chanson remporte l'édition Un disco per l'estate de cette année-là. La même année, les paroles de la chanson sont réécrites, toujours en italien, par Gatto Panceri et la chanson est réinterprétée en duo par Andrea Bocelli et Giorgia. Les nouvelles paroles se caractérisent par le fait que lei ("elle") dans le titre fait référence à la musique alors que dans la chanson originale lei faisait référence à une fille. La chanson est devenue un hommage à la musique.
Pour conforter sa notoriété dans plusieurs pays européens, Andrea Bocelli décide d'enregistrer ce titre avec des chanteuses de ces pays, sollicitant ses éditeurs pour traduire le texte et lui proposer des interprètes féminines. Ainsi, par exemple, la version allemande de la chanson, Ich lebe für sie, est chantée avec Judy Weiss, et atteint la première place en Suisse en 1997, et la version anglaise "Live for Love", chantée avec Sharon Grand, figuraient déjà sur la liste des titres du CD single sorti en Italie. En 1996, Andrea Bocelli chante Vivo por ella avec Marta Sánchez en espagnol et atteint la première place du hit-parade espagnol, et en 1997, avec Sandy Leah Lima, il chante Vivo por ela en portugais. Toujours en 1997, en duo cette fois avec Hélène Ségara, Andrea Bocelli interprète également la chanson en français,Je vis pour elle,  atteint la première place en France (pendant 5 semaines) et en Belgique (5 semaines en Wallonie),. Dans toutes les versions, Bocelli chante en italien tandis que sa partenaire chante dans sa propre langue, à l'exception des versions espagnole et portugaise.

## Au cinéma
Sauf indication contraire, les informations mentionnées dans cette section peuvent être confirmées par le générique de fin de l'œuvre audiovisuelle présentée ici, ainsi que par la base de données cinématographiques IMDb,  présente dans la section « Liens externes ».
- 2014 : Mommy de Xavier Dolan - bande originale